# Copa Mundial de fútbol sala de la FIFA 2004
La  V Copa Mundial de fútbol sala de la FIFA de 2004 tuvo lugar entre el 21 de noviembre y el 5 de diciembre en Taiwán (oficialmente China Taipei por razones políticas). Fue la quinta edición de esta copa mundial.
España ganó el torneo derrotando a Italia en la final.

## Primera ronda

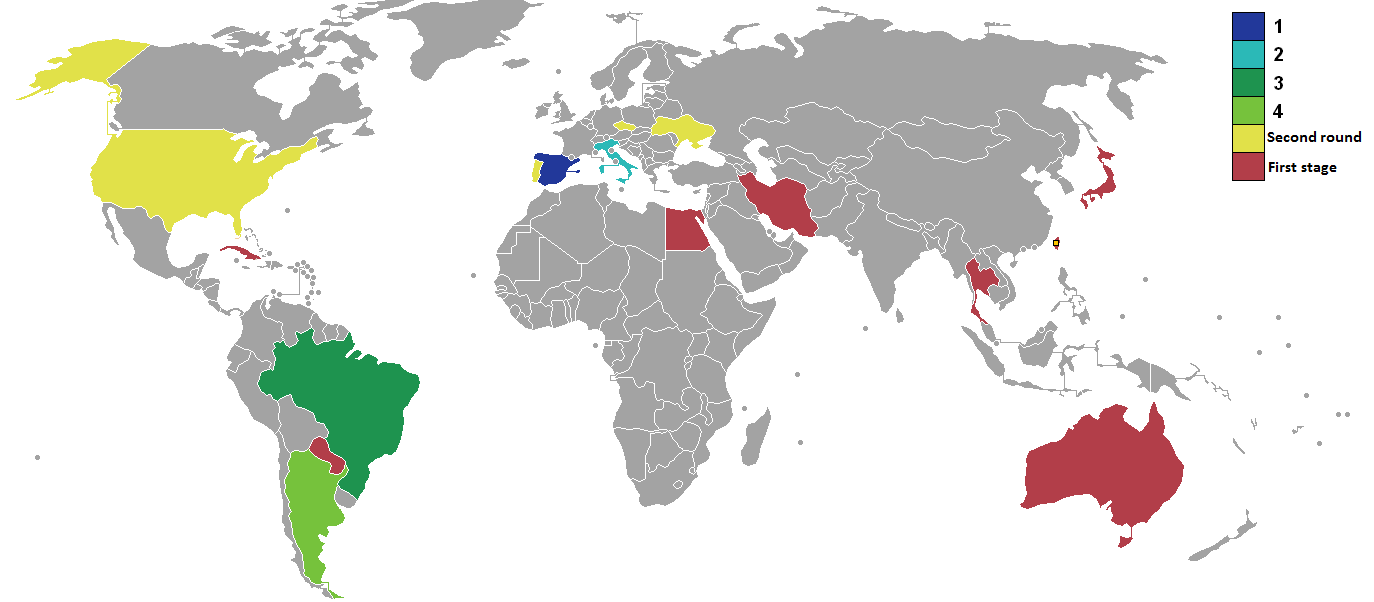
Mapa según los resultados del torneo.

### Grupo A
| Equipo       | Pts | PJ | PG | PE | PP | GF | GC | Dif |
| ------------ | --- | -- | -- | -- | -- | -- | -- | --- |
| España       | 9   | 3  | 3  | 0  | 0  | 19 | 0  | +19 |
| Ucrania      | 6   | 3  | 2  | 0  | 1  | 12 | 8  | +4  |
| Egipto       | 3   | 3  | 1  | 0  | 2  | 16 | 12 | +4  |
| China Taipéi | 0   | 3  | 0  | 0  | 3  | 2  | 29 | -27 |

|  | China Taipéi | 0:12 | Egipto |  |  |

|  | España | 2:0 | Ucrania |  |  |

|  | China Taipéi | 0:10 | España |  |  |

|  | Egipto | 4:5 | Ucrania |  |  |

|  | Ucrania | 7:2 | China Taipéi |  |  |

|  | Egipto | 0:7 | España |  |  |

### Grupo B
| Equipo          | Pts | PJ | PG | PE | PP | GF | GC | Dif |
| --------------- | --- | -- | -- | -- | -- | -- | -- | --- |
| Brasil          | 9   | 3  | 3  | 0  | 0  | 23 | 2  | +21 |
| República Checa | 6   | 3  | 1  | 1  | 1  | 8  | 5  | +3  |
| Tailandia       | 3   | 3  | 1  | 1  | 1  | 5  | 13 | -8  |
| Australia       | 0   | 3  | 0  | 0  | 3  | 2  | 18 | -16 |

|  | Australia | 0:10 | Brasil |  |  |

|  | República Checa | 2:1 | Tailandia |  |  |

|  | Australia | 0:5 | República Checa |  |  |

|  | Brasil | 9:1 | Tailandia |  |  |

|  | Tailandia | 3:2 | Australia |  |  |

|  | Brasil | 4:1 | República Checa |  |  |

### Grupo C
| Equipo         | Pts | PJ | PG | PE | PP | GF | GC | Dif |
| -------------- | --- | -- | -- | -- | -- | -- | -- | --- |
| Italia         | 9   | 3  | 3  | 0  | 0  | 15 | 5  | +10 |
| Estados Unidos | 4   | 3  | 1  | 1  | 1  | 7  | 8  | -1  |
| Paraguay       | 3   | 3  | 1  | 0  | 2  | 8  | 11 | -3  |
| Japón          | 1   | 3  | 0  | 1  | 2  | 5  | 11 | -6  |

|  | Italia | 6:3 | Estados Unidos |  |  |

|  | Japón | 4:5 | Paraguay |  |  |

|  | Italia | 5:0 | Japón |  |  |

|  | Estados Unidos | 3:1 | Paraguay |  |  |

|  | Paraguay | 2:4 | Italia |  |  |

|  | Estados Unidos | 1:1 | Japón |  |  |

### Grupo D
| Equipo    | Pts | PJ | PG | PE | PP | GF | GC | Dif |
| --------- | --- | -- | -- | -- | -- | -- | -- | --- |
| Argentina | 9   | 3  | 3  | 0  | 0  | 10 | 1  | +9  |
| Portugal  | 6   | 3  | 2  | 0  | 1  | 9  | 1  | +8  |
| Irán      | 3   | 3  | 1  | 0  | 2  | 9  | 13 | -4  |
| Cuba      | 0   | 3  | 0  | 0  | 3  | 3  | 16 | -13 |

|  | Irán | 1:3 | Portugal |  |  |

|  | Cuba | 1:4 | Argentina |  |  |

|  | Irán | 8:3 | Cuba |  |  |

|  | Portugal | 0:1 | Argentina |  |  |

|  | Argentina | 6:1 | Irán |  |  |

|  | Portugal | 5:0 | Cuba |  |  |

## Segunda ronda
(28 de noviembre - 1 de diciembre)

### Grupo A
| Equipo          | Pts | PJ | PG | PE | PP | GF | GC | Dif |
| --------------- | --- | -- | -- | -- | -- | -- | -- | --- |
| Italia          | 7   | 3  | 2  | 1  | 0  | 10 | 1  | +9  |
| España          | 6   | 3  | 2  | 0  | 1  | 9  | 1  | +8  |
| Portugal        | 4   | 3  | 1  | 1  | 1  | 9  | 13 | -4  |
| República Checa | 0   | 3  | 0  | 0  | 3  | 3  | 16 | -13 |

|  | España | 2:0 | República Checa |  |  |

|  | Italia | 0:0 | Portugal |  |  |

|  | España | 2:3 | Italia |  |  |

|  | República Checa | 4:8 | Portugal |  |  |

|  | España | 3:1 | Portugal |  |  |

|  | República Checa | 0:3 | Italia |  |  |

### Grupo B
| Equipo         | Pts | PJ | PG | PE | PP | GF | GC | Dif |
| -------------- | --- | -- | -- | -- | -- | -- | -- | --- |
| Brasil         | 9   | 3  | 3  | 0  | 0  | 16 | 7  | +9  |
| Argentina      | 4   | 3  | 1  | 1  | 1  | 3  | 3  | 0   |
| Ucrania        | 4   | 3  | 1  | 1  | 1  | 4  | 7  | -3  |
| Estados Unidos | 0   | 3  | 0  | 0  | 3  | 7  | 13 | -6  |

|  | Brasil | 6:1 | Ucrania |  |  |

|  | Argentina | 2:1 | Estados Unidos |  |  |

|  | Brasil | 2:1 | Argentina |  |  |

|  | Ucrania | 3:1 | Estados Unidos |  |  |

|  | Brasil | 8:5 | Estados Unidos |  |  |

|  | Ucrania | 0:0 | Argentina |  |  |

## Tercera ronda

### Cuadro de desarrollo
|  | Semifinales | Semifinales |        |        | Final        | Final        |  |
|  |             |             |        |        |              |              |  |
|  |             |             |        |        |              |              |  |
|  | Brasil      | 2 (3)       |        |        |              |              |  |
|  | Brasil      | 2 (3)       |        |        |              |              |  |
|  | España (p.) | 2 (4)       |        |        |              |              |  |
|  | España (p.) | 2 (4)       |        | España | 2            |              |  |
|  |             |             |        | España | 2            |              |  |
|  |             |             | Italia | 1      |              |              |  |
|  | Italia      | 7           | Italia | 1      |              |              |  |
|  | Italia      | 7           |        |        |              |              |  |
|  | Argentina   | 4           |        |        | Tercer lugar | Tercer lugar |  |
|  | Argentina   | 4           |        |        | Tercer lugar | Tercer lugar |  |
|  |             |             |        |        |              |              |  |
|  |             |             |        |        | Brasil       | 7            |  |
|  |             |             |        |        | Brasil       | 7            |  |
|  |             |             |        |        | Argentina    | 4            |  |
|  |             |             |        |        | Argentina    | 4            |  |
|  |             |             |        |        |              |              |  |

### Semifinales
| 3 de diciembre de 2004 | Brasil             | 2:2 (3:4 p.) | España                 | National Taiwan University, Taipéi                                    |                                                                       |
|                        | Pablo 26' Simi 35' |              | Andreu 23' Marcelo 36' | Asistencia: 3.400 espectadores Árbitro(s): VALIENTE Nestor (Paraguay) | Asistencia: 3.400 espectadores Árbitro(s): VALIENTE Nestor (Paraguay) |

| 3 de diciembre de 2004 | Italia | 7:4 | Argentina | National Taiwan University, Taipéi                                        |  |
|                        |        |     |           | Asistencia: 5.000 espectadores Árbitro(s): FARAG Mohamed Ibrahim (Egipto) |  |

### Tercer Puesto
| 5 de diciembre de 2004 | Brasil                                                     | 7:4 | Argentina                                       | National Taiwan University, Taipéi                              |                                                                 |
|                        | Falcão 1', 6', 12' Schumacher 17', 36' Euler 18' Indio 19' |     | Carlos Sánchez 9', 23' Diego Giustozzi 29', 30' | Asistencia: 5.000 espectadores Árbitro(s): Pedro Galán (España) | Asistencia: 5.000 espectadores Árbitro(s): Pedro Galán (España) |

### Final
| 5 de diciembre de 2004 | España               | 2:1 | Italia      | National Taiwan University, Taipéi                                              |                                                                                 |
|                        | Kike 24' Marcelo 30' |     | Zanetti 40' | Asistencia: 3500 espectadores Árbitro(s): Juan Carlos Sciancalepore (Argentina) | Asistencia: 3500 espectadores Árbitro(s): Juan Carlos Sciancalepore (Argentina) |

| Campeón España 2.do Título |

## Tabla general
| Equipo | Equipo          | Pts | PJ | PG | PE | PP | GF | GC | Dif | Rend   |
| ------ | --------------- | --- | -- | -- | -- | -- | -- | -- | --- | ------ |
| 1      | España          | 19  | 8  | 6  | 1  | 1  | 30 | 7  | +23 | 79,16% |
| 2      | Italia          | 19  | 8  | 6  | 1  | 1  | 29 | 13 | +16 | 79,16% |
| 3      | Brasil          | 22  | 8  | 7  | 1  | 0  | 48 | 15 | +33 | 91,6%  |
| 4      | Argentina       | 13  | 8  | 4  | 1  | 3  | 21 | 18 | +3  | 54,16% |
| 5      | Portugal        | 10  | 6  | 3  | 1  | 2  | 18 | 8  | +10 | 55,5%  |
| 6      | Ucrania         | 10  | 6  | 3  | 1  | 2  | 16 | 15 | +1  | 55,5%  |
| 7      | República Checa | 6   | 6  | 2  | 0  | 4  | 12 | 18 | -6  | 33,3%  |
| 8      | Estados Unidos  | 4   | 6  | 1  | 1  | 4  | 14 | 21 | -7  | 22,2%  |
| 9      | Egipto          | 3   | 3  | 1  | 0  | 2  | 16 | 12 | +4  | 33,3%  |
| 10     | Irán            | 3   | 3  | 1  | 0  | 2  | 9  | 13 | -4  | 33,3%  |
| 11     | Paraguay        | 3   | 3  | 1  | 0  | 2  | 8  | 11 | -3  | 33,3%  |
| 12     | Tailandia       | 3   | 3  | 1  | 0  | 2  | 5  | 13 | -8  | 33,3%  |
| 13     | Japón           | 1   | 3  | 0  | 1  | 2  | 5  | 11 | -6  | 11,1%  |
| 14     | Cuba            | 0   | 3  | 0  | 0  | 3  | 3  | 16 | -13 | 0%     |
| 15     | Australia       | 0   | 3  | 0  | 0  | 3  | 2  | 18 | -16 | 0%     |
| 16     | China Taipéi    | 0   | 3  | 0  | 0  | 3  | 2  | 29 | -27 | 0%     |